# Ногейра, Винисиус
Винисиус Ногейра де Оливейра (порт. Vinícius Nogueira de Oliveira; род. 11 декабря 2001, Пенаполис, Сан-Паулу) — бразильский футболист, защитник шведского «Варберга».

## Клубная карьера
На молодёжном уровне выступал за «Палмейрас», «Атлетико Минейро» и «Понте-Прету». В конце лета 2022 года тренировался вместе со шведским «Варбергом», за молодёжную команду которого провёл несколько матчей. 9 января 2023 года подписал с «Варбергом» полноценный контракт, рассчитанный на четыре года. Впервые в футболке нового клуба появился на поле 18 февраля 2023 года в игре группового этапа кубка страны с «Эстерсундом». 3 апреля дебютировал в чемпионате Швеции в матче против «Мьельбю», появившись на поле в стартовом составе.

## Клубная статистика
| Выступление      | Выступление      | Выступление      | Лига | Лига | Кубки | Кубки | Конт. кубки | Конт. кубки | Итого | Итого |
| Клуб             | Лига             | Сезон            | Игры | Голы | Игры  | Голы  | Игры        | Голы        | Игры  | Голы  |
| ---------------- | ---------------- | ---------------- | ---- | ---- | ----- | ----- | ----------- | ----------- | ----- | ----- |
| Варберг          | Алльсвенскан     | 2023             | 4    | 0    | 3     | 0     | 0           | 0           | 7     | 0     |
| Варберг          | Итого            | Итого            | 4    | 0    | 3     | 0     | 0           | 0           | 7     | 0     |
| Всего за карьеру | Всего за карьеру | Всего за карьеру | 4    | 0    | 3     | 0     | 0           | 0           | 7     | 0     |